# Família 7mm de calibres
Este artigo lista os cartuchos de armas de fogo que tem calibres de diâmetro entre  7 milímetros (0.2756 polegadas) até 7,99 mm (0.3146 polegadas). Calibres nessa faixa são frequentemente utilizados para fins militares e tiro de precisão, como o .30-30 Winchester, 7,62×54mmR e o .308 Winchester.
Todas as medidas estão em milímetros.

## Calibres de Pistola
| Nome                           | Diâmetro do projétil | Tamanho do estojo | Diâmetro do aro | Diâmetro da base | Ombro | Pescoço      | Tamanho total |
| ------------------------------ | -------------------- | ----------------- | --------------- | ---------------- | ----- | ------------ | ------------- |
| 7×20mm Nambu                   | 7.112 (.280)         | 19.81 (0.78)      |                 | 9.12 (.359)      |       | 7.52 (.296)  | 26.92 (1.06)  |
| 7,5 FK                         | 7.5                  | 27.0              |                 | -                |       | -            | 35.0          |
| 7,62×42mm                      | 7.62                 | 42.0              |                 | -                |       | -            | -             |
| 7,65mm Roth–Sauer              | 7.645 (.301)         | 12.95 (0.51)      |                 | 8.51 (.335)      |       | 8.43 (.332)  | 21.34 (0.84)  |
| 7,62×25mm Tokarev              | 7.798 (.307)         | 24.99 (.984)      |                 | 9.96 (.392)      |       | 8.48 (.334)  | 34.29 (1.35)  |
| 7,65×25mm Borchardt            | 7.798 (.307)         | 25.15 (.990)      |                 | 9.91 (.390)      |       | 8.41 (.331)  | 34.54 (1.36)  |
| 7,65mm Mannlicher              | 7.823 (.308)         | 21.34 (0.84)      |                 | 8.48 (.334)      |       | 8.41 (.331)  | 28.45 (1.12)  |
| 7,63×25mm Mauser               | 7.823 (.308)         | 25.15 (.990)      |                 | 9.91 (.390)      |       | 8.43 (.332)  | 34.54 (1.36)  |
| 7,65mm Longue                  | 7.849 (.309)         | 19.81 (0.78)      |                 | 8.56 (.337)      |       | 8.53 (.336)  | 30.23 (1.19)  |
| 7,65×21mm Parabellum           | 7.861 (.3095)        | 21.59 (.850)      |                 | 10.01 (.394)     |       | 8.433 (.332) | 29.84 (1.175) |
| .32 ACP (7.65×17mmSR Browning) | 7.938 (.3125)        | 17.27 (.680)      |                 | 9.093 (.358)     |       | 8.55 (.336)  | 25.0 (.984)   |
| .32 NAA                        | 7.95 (.3125)         | 17.27 (.680)      |                 | 9.50 (.374)      |       | 8.55 (.336)  | 25.0 (.984)   |

## Calibres de Revólver
| Nome                                | Diâmetro do projétil | Tamanho do estojo | Diâmetro do aro | Diâmetro da base | Ombro | Pescoço     | Tamanho total |
| ----------------------------------- | -------------------- | ----------------- | --------------- | ---------------- | ----- | ----------- | ------------- |
| .30 Short                           | 7.26 (.286)          | 13.08 (.515)      |                 | 8.79 (.346)      |       | 7.42 (.292) | 20.88 (.822)  |
| 7,62×38mmR (7.62mm Nagant {Rimmed}) | 7.82 (.308)          | 38.86 (1.53)      |                 | 9.855 (.388)     |       | 7.26 (.286) | 38.86 (1.53)  |
| .32 Smith & Wesson                  | 7.950 (.312)         | 15.49 (0.61)      |                 | 9.53 (.375)      |       | 8.48 (.334) | 23.37 (0.92)  |
| .32 Short Colt (.320 Revolver)      | 7.950 (.313)         | 16.51 (.650)      |                 | 9.576 (.377)     |       | 7.95 (.313) | 24.38 (.960)  |
| .32 Long Colt (.32 Colt)            | 7.950 (.313)         | 23.37 (0.92)      |                 | 9.500 (.374)     |       | 7.95 (.313) | 32.00 (1.26)  |
| .32 S&W Long (.32 Colt New Police)  | 7.950 (.312)         | 23.62 (0.93)      |                 | 9.53 (.375)      |       | 8.48 (.334) | 32.26 (1.27)  |
| .32 H&R Magnum                      | 7.950 (.312)         | 27.3 (1.075)      |                 | 9.5 (.375)       |       | 8.6 (.337)  | 34.30 (1.35)  |
| .327 Federal Magnum                 | 7.950 (.312)         | 30.00 (1.20)      |                 | 9.5 (.375)       |       | 8.6 (.337)  | 37.00 (1.47)  |

## Calibres de Fuzil

### 6,8 mm
| Nome                         | Diâmetro do projétil | Tamanho do estojo | Diâmetro do aro | Diâmetro da base | Ombro | Pescoço      | Tamanho total |
| ---------------------------- | -------------------- | ----------------- | --------------- | ---------------- | ----- | ------------ | ------------- |
| 6,8mm Remington SPC          | 7.036 (.277)         | 42.545 (1.675)    |                 | 10.72 (.422)     |       | .298 (.298)  | 58.80 (2.315) |
| .270 Winchester Short Magnum | 7.036 (.277)         | 53.34 (2.100)     |                 | 13.59 (.535)     |       | 7.976 (.314) | 72.64 (2.860) |
| .270 Winchester              | 7.036 (.277)         | 64.52 (2.540)     |                 | 12.01 (.473)     |       | 7.06 (.278)  | 84.84 (3.340) |
| .270 Weatherby Magnum        | 7.036 (.277)         | 64.75 (2.55)      |                 | 13.50 (.531)     |       | 7.70 (.303)  | 82.50 (3.250) |
| .270 British                 | 7.04 (0.277)         | 46 (1.8)          |                 | 11.3 (0.44)      |       | -            | 62.3 (2.45)   |
| .277 FURY                    | 7.036 (.277)         | 51.18 (2.015)     |                 | TBA              | TBA   | TBA          | TBA           |

### 7,0 mm
| Nome                                                   | Diâmetro do projétil | Tamanho do estojo | Diâmetro do aro | Diâmetro da base | Ombro | Pescoço      | Tamanho total |
| ------------------------------------------------------ | -------------------- | ----------------- | --------------- | ---------------- | ----- | ------------ | ------------- |
| .276 Enfield                                           | 7.163 (.282)         | 59.69 (2.35)      |                 | 13.13 (.517)     |       | 8.20 (.323)  | 82.04 (3.23)  |
| .284 Winchester                                        | 7.214 (.284)         | 55.12 (2.170)     |                 | 12.01 (.473)     |       | 8.13 (.320)  | 71.12 (2.80)  |
| 7mm BR (Bench Rest)                                    | 7.214 (.284)         | 38.61 (1.520)     |                 | 12.01 (.473)     |       | 7.82 (.308)  | -             |
| .280 British                                           | 7.214 (.284)         | 43.434 (1.71)     |                 | 11.633(.458)     |       | 7.95 (.313)  | 64.516 (2.54) |
| .280/30 British                                        | 7.214 (.284)         | 43.434 (1.71)     |                 | 12.01 (.473)     |       | 7.95 (.313)  | 64.516 (2.54) |
| 7mm-08 Remington                                       | 7.214 (.284)         | 51.689 (2.035)    |                 | 12.01 (.473)     |       | 8.00 (.315)  | 71.12 (2.80)  |
| 7mm Raptor                                             | 7.214 (.284)         | 40.0 (1.575)      |                 | 9.6 (.378)       |       | -            | 57.4 (2.26)   |
| 7mm Remington SAUM (Short Action Ultra Magnum)         | 7.214 (.284)         | 51.69 (2.035)     |                 | 13.564 (.534)    |       | 8.128 (.320) | 71.76 (2.825) |
| 7-30 Waters                                            | 7.214 (.284)         | 52 (2.04)         |                 | 12.9 (.506)      |       | 7.8 (.306)   | 64 (2.52)     |
| 7mm WSM                                                | 7.214 (.284)         | 53.34 (2.100)     |                 | 13.59 (.535)     |       | 8.15 (.321)  | -             |
| 7mm Remington Magnum                                   | 7.214 (.284)         | 63.50 (2.50)      |                 | 13.51 (.532)     |       | 8.00 (.315)  | 83.56 (3.290) |
| 7mm Dakota                                             | 7.214 (.284)         | 63.50 (2.500)     |                 | 13.84 (.545)     |       | 8.00 (.315)  | -             |
| .280 Remington 7mm-06 Remington 7 mm Remington Express | 7.214 (.284)         | 64.52 (2.54)      |                 | 12.01 (.473)     |       | 8.00 (.315)  | 84.58 (3.33)  |
| 7mm Weatherby Magnum                                   | 7.214 (.284)         | 65.0 (2.55)       |                 | 13.5 (.530)      |       | 7.9 (.312)   | 83.0 (3.25)   |
| 7mm STW (Shooting Times Westerner)                     | 7.214 (.284)         | 72.39 (2.850)     |                 | 13.02 (.5126)    |       | 8.00 (.315)  | 91.44 (3.60)  |
| 7mm RUM (Remington Ultra Magnum)                       | 7.214 (.284)         | 72.39 (2.85)      |                 | 13.564 (.534)    |       | 8.179 (.322) | 92.71 (3.650) |
| .276 Pedersen                                          | 7.218 (.284)         | 51.38 (2.023)     |                 | 11.43 (.450)     |       | 7.95 (.313)  | 72.39 (2.85)  |
| 7×57mm Mauser 7 mm Mauser Spanish Mauser .275 Rigby    | 7.24 (.285)          | 57.00 (2.244)     |                 | 12.01 (.473)     |       | 8.23 (.324)  | 77.72 (3.06)  |
| 7×64mm                                                 | 7.24 (.285)          | 64.00 (2.520)     |                 | 11.95 (.470)     |       | 7.95 (.313)  | 84.00 (3.307) |
| .280 Ross .280 Rimless .280 Nitro                      | 7.29 (.287)          | 65.79 (2.59)      |                 | 14.12 (.556)     |       | 8.05 (.317)  | 88.9 (3.50)   |
| 7x61mm Sharpe & Hart                                   | 7.214 (.284)         | 60.8 (2.394)      |                 | 13.5 (.532)      |       | 8.12 (.320)  | 83.06 (3.27)  |

### 7,8 mm (.308 pol)
| Nome                               | Diâmetro do projétil | Tamanho do estojo | Diâmetro do aro | Diâmetro da base | Ombro | Pescoço       | Tamanho total |
| ---------------------------------- | -------------------- | ----------------- | --------------- | ---------------- | ----- | ------------- | ------------- |
| 7,35×51mm Carcano                  | 7.57 (.298)          | 51.50 (2.028)     |                 | 11.40 (0.449)    |       | 8.32 (0.328)  | 73.70 (2.902) |
| 7,5×55mm Swiss                     | 7.77 (.306)          | 55.499 (2.185)    |                 | 12.598 (.496)    |       | 8.484 (.334)  | 77.47 (3.05)  |
| .30 Carbine                        | 7.798 (.307)         | 32.77 (1.290)     |                 | 9.14 (.360)      |       | 8.41 (.331)   | 41.91 (1.65)  |
| .30 Pedersen                       | 7.82 (.308)          | 19.76 (.778)      |                 | 8.48 (.334)      |       | 8.43 (.332)   | 30.38 (1.196) |
| 300 AAC Blackout                   | 7.82 (.308)          | 34.7 (1.368)      |                 | N/A              |       | 8.5 (.334)    | 57.00 (2.26)  |
| 7,62×40mm Wilson Tactical          | 7.82 (.308)          | 39.8 (1.565)      |                 | 9.6 (.378)       |       | -             | 57.15 (2.25)  |
| 7,62×51mm NATO                     | 7.82 (.308)          | 51.05 (2.01)      |                 | 11.94 (.470)     |       | 8.58 (.338)   | 69.85 (2.75)  |
| .308 Winchester                    | 7.82 (.308)          | 51.18 (2.015)     |                 | 11.94 (.470)     |       | 8.74 (.344)   | 69.85 (2.75)  |
| .300 RSAUM                         | 7.82 (.308)          | 51.181 (2.015)    |                 | 13.564 (.534)    |       | 8.74 (.344)   | 71.8 (2.825)  |
| 7,5×54mm French                    | 7.82 (.308)          | 53.59 (2.11)      |                 | 12.24 (.482)     |       | 8.64 (.340)   | 75.95 (2.99)  |
| .30-40 Krag                        | 7.82 (.308)          | 58.674 (2.31)     |                 | 13.84 (.545)     |       | 8.585 (.338)  | 78.74 (3.10)  |
| .300 Winchester Magnum             | 7.82 (.308)          | 66.55 (2.62)      |                 | 13.51 (.532)     |       | 8.61 (.339)   | 84.84 (3.34)  |
| .300 Weatherby Magnum              | 7.82 (.308)          | 71.75 (2.825)     |                 | 13.49 (.531)     |       | 8.53 (.336)   | 90.47 (3.562) |
| .300 H&H Magnum                    | 7.82 (.308)          | 72.4 (2.850)      |                 | 13.5 (.532)      |       | 8.6 (.338)    | 91.40 (3.600) |
| .300 RUM                           | 7.82 (.308)          | 72.39 (2.850)     |                 | 13.564 (.534)    |       | 8.74 (.344)   | 90.30 (3.555) |
| .30-378 Weatherby Magnum           | 7.82 (.308)          | 73.99 (2.913)     |                 | 14.71 (.579)     |       | 8.56 (.337)   | 93.73 (3.690) |
| .300 WSM (Winchester Short Magnum) | 7.823 (.308)         | 53.34 (2.100)     |                 | 13.59 (.535)     |       | 8.74 (.344)   | 72.64 (2.860) |
| .30 Newton                         | 7.823 (.308)         | 64 (2.52)         |                 | 13.3 (.525)      |       | 8.6 (.340)    | 85 (3.35)     |
| .30-06 Springfield                 | 7.835 (.3085)        | 63.35 (2.494)     |                 | 12.01 (.473)     |       | 8.628 (.3397) | 84.84 (3.340) |
| .30-03                             | 7.835 (.3085)        | 64.52 (2.54)      |                 | 12.01 (.473)     |       | 8.64 (.340)   | 84.84 (3.340) |
| .30-30 Winchester                  | 7.849 (.309)         | 51.79 (2.039)     |                 | 12.85 (.506)     |       | 8.46 (.333)   | 64.77 (2.550) |
| 7,62×45mm                          | 7.85 (.309)          | 44.9 (1.768)      |                 | 11.18 (.440)     |       | 8.48 (.334)   | 60.00 (2.362) |
| .300 Savage                        | 7.82 (.308)          | 47.5 (1.871)      |                 | 12.01 (.473)     |       | 8.6 (.339)    | 66.04 (2.60)  |
| .303 Savage                        | 7.82 (.308)          | 51.2 (2.015)      |                 | 12.8 (.505)      |       | 8.5 (.333)    | 64.01 (2.520) |
| .30 Remington                      | 7.82 (.308)          | 52.3 (2.06)       |                 | 10.7 (.422)      |       |               | 64.14 (2.525) |
| .308 Norma Magnum                  | 7.82 (.308)          | 65.0 (2.56)       |                 | 13.5 (.531)      |       | 8.6 (.340)    | 83.82 (3.30)  |

### 7,8 mm e posterior
| Nome                         | Diâmetro do projétil | Tamanho do estojo | Diâmetro do aro | Diâmetro da base | Ombro | Pescoço      | Tamanho total  |
| ---------------------------- | -------------------- | ----------------- | --------------- | ---------------- | ----- | ------------ | -------------- |
| 7,62×54mmR                   | 7.87 (.31)           | 53.72 (2.115)     |                 | 14.48 (.570)     |       | 8.50 (.335)  | 77.16 (3.038)  |
| .300 Lapua Magnum            | 7.87 (.308)          | 69.73 (2.745)     |                 | 14.93 (.588)     |       | 8.73 (.344)  | 94.50 (3.72)   |
| 7,62×39mm M43                | 7.899 (.311)         | 38.65 (1.522)     |                 | 11.30 (.445)     |       | 8.636 (.340) | 55.80 (2.197)  |
| .303 British                 | 7.925 (.312)         | 55.88 (2.2)       |                 | 13.46 (.530)     |       | 8.53 (.336)  | 76.48 (3.011)  |
| .32-20 Winchester .32-20 WCF | 7.937 (.3125)        | 33.401 (1.315)    |                 | 10.287 (.405)    |       | 8.280 (.326) | 40.386 (1.59)  |
| 7,65×53mm Argentine          | 7.95 (.313)          | 53.188 (2.094)    |                 | 11.938 (.470)    |       | 8.585 (.338) | 75.387 (2.968) |
| 7,7×58mm Arisaka             | 7.95 (.313)          | 57.15 (2.25)      |                 | 11.94 (.470)     |       | 8.59 (.338)  | 74.93 (2.95)   |